# Абакелія Йосип Костянтинович
Йосиф Констянтинович Абакелія (груз. იოსებ კონსტანტინეს ძე აბაკელია, 2 березня 1882—1938) — грузинський лікар і громадський діяч.

## Життєпис
Народився 2 березня 1882 року в селянькій родині. 1911 року закінчив медичний факультет Московського університету. Член партії социалістів-революціонерів.
26 травня 1918 року підписав декларацію про Незалежність Грузії.
Заснував першу туберкульозну амбулаторію в Тифлісі (Тбілісі) (1922), першу туберкульозну лікарню (1925) і Руспубліканський інститут туберкульозу, директором якого був до 1938. Наукові інтереси: вивчав лимфатичні шляхи розповсюдження туберкульозу; автор першого грузинського підручника по туберкульозу.
1938 року був репресований під час Великого терору.
Племінниця — скульпторка Тамара Абакелія (1905—1953).